# Plesianthidium rufocaudatum
Plesianthidium rufocaudatum är en biart som först beskrevs av Heinrich Friese 1909.  Plesianthidium rufocaudatum ingår i släktet Plesianthidium och familjen buksamlarbin. Inga underarter finns listade i Catalogue of Life.